# 白石直介
白石 直介（しらいし なおすけ、1868年5月15日（明治元年4月23日） - 1945年（昭和20年）11月4日）は、大日本帝国海軍軍人。最終階級は海軍少将。功四級。

## 経歴・人物
周防山口藩（現・山口県）出身。1890年（明治23年）7月、海軍兵学校第17期卒業。1892年（明治25年）5月、海軍少尉に任官。
水雷艇隊附として日清戦争に、「霞」艦長として日露戦争に出征。1912年（大正元年）12月に「千早」艦長を経て、翌年12月に海軍大佐に進み、「須磨」艦長となる。その後、「八雲」、「石見」、「常磐」、「浅間」各艦長を経て、1916年（大正5年）12月に佐世保港務部長に発令され、1918年（大正7年）12月に海軍少将に進級と同時に待命、翌年8月に予備役に編入した。

## 栄典
位階
- 1893年（明治26年）1月31日 - 正八位[4]
- 1896年（明治29年）12月21日 - 従七位[5]
- 1898年（明治31年）3月8日 - 正七位[6]
- 1902年（明治35年）12月25日 - 従六位[7]
- 1907年（明治40年）11月30日 - 正六位[8]
- 1913年（大正2年）2月10日 - 従五位[9]
- 1918年（大正7年）4月10日 - 正五位[10]
- 1919年（大正8年）8月30日 - 従四位[11]

勲章等
- 1895年（明治28年）11月18日 - 勲六等瑞宝章・功五級金鵄勲章[12]・明治二十七八年従軍記章[13]
- 1900年（明治33年）11月30日 - 勲五等瑞宝章[14]
- 1905年（明治38年）5月30日 - 勲四等瑞宝章[15]
- 1906年（明治39年）4月1日 - 功四級金鵄勲章・旭日小綬章・明治三十七八年従軍記章[16]
- 1913年（大正2年）5月31日 – 勲三等瑞宝章[17]
- 1919年（大正8年）12月15日 - 大正三年乃至九年戦役従軍記章[18]・戦捷記章[19]
- 1940年（昭和15年）11月10日 - 紀元二千六百年祝典記念章[20]

## 親族
- 長女：浅田妙（衆議院議員・浅田貞次郎の妻）[21]
- 妹：堀田ハマ（東亜鉱業社長・堀田正一の妻）[22]